# 2001-2011
Albums de Mylène Farmer
Bleu noir
(2010) Monkey Me
(2012)
Singles
1. Du Temps
Sortie : 7 novembre 2011

2001-2011 est le deuxième Best of de Mylène Farmer, sorti le 5 décembre 2011 chez Polydor. 
Composée de 17 titres, cette compilation regroupe les singles extraits des albums Avant que l'ombre... (2005), Point de suture (2008) et Bleu noir (2010).

Elle inclut également le titre Avant que l'ombre..., le duo Slipping Away (Crier la vie) avec Moby (paru en single en 2006), ainsi que deux inédits : Du Temps, qui fait office de single, et Sois moi - Be me.
Un coffret Best of de 3 CD en édition limitée est également édité, regroupant 2001-2011 et la double compilation Les mots parue en 2001.
Certifié double disque de platine en deux semaines, 2001-2011 devient en un mois la meilleure vente de Best of de l'année 2011 en France.
Il se vendra à près de 300 000 exemplaires.

## Histoire

### Genèse
En décembre 2010, Mylène Farmer sort Bleu noir, le premier album qu'elle réalise sans Laurent Boutonnat, faisant appel à RedOne, Moby et au groupe Archive.
Le disque, certifié disque de diamant, connaît un grand succès avec plus de 600 000 ventes, grâce aux singles Oui mais... non, Bleu noir et Lonely Lisa.
Alors que son public s'attend à un nouvel extrait de Bleu noir, la chanteuse annonce à l'automne 2011 la sortie d'une compilation regroupant ses titres postérieurs à son premier Best of Les mots, avec en guise de single l'inédit Du Temps, composé par Laurent Boutonnat.

### Sortie
La compilation 2001-2011 paraît le 5 décembre 2011, un mois après la sortie du single Du Temps.
Un coffret Best of comprenant 3 CD est également édité, réunissant 2001-2011 et la première compilation Les mots, parue en 2001.
Certifié double disque de platine en deux semaines, 2001-2011 devient en un mois la meilleure vente de Best of de l'année 2011 en France.
Il se vendra à plus de 300 000 exemplaires.
Mylène Farmer reçoit alors un NRJ Music Award de Diamant, récompensant l'ensemble de sa carrière.
Dès lors, la chanteuse demandera à ne plus être nommée, préférant laisser la place à la nouvelle génération.

## Pochette
La pochette de l'album présente un autoportrait à l'aquarelle réalisé par Mylène Farmer, sur un papier à dessin.

## Liste des titres
| 1.  | Du Temps                                        | Mylène Farmer       | Laurent Boutonnat                | Inédit                              | 3:41 |
| 2.  | Avant que l'ombre...                            | Mylène Farmer       | Laurent Boutonnat                | Avant que l'ombre...                | 6:00 |
| 3.  | Fuck Them All                                   | Mylène Farmer       | Laurent Boutonnat                | Avant que l'ombre...                | 4:38 |
| 4.  | L'Amour n'est rien...                           | Mylène Farmer       | Laurent Boutonnat, Mylène Farmer | Avant que l'ombre...                | 5:04 |
| 5.  | Peut-être toi                                   | Mylène Farmer       | Laurent Boutonnat                | Avant que l'ombre...                | 4:05 |
| 6.  | Q.I                                             | Mylène Farmer       | Laurent Boutonnat                | Avant que l'ombre...                | 5:25 |
| 7.  | Redonne-moi                                     | Mylène Farmer       | Laurent Boutonnat                | Avant que l'ombre...                | 4:26 |
| 8.  | Slipping Away (Crier la vie) (en duo avec Moby) | Moby, Mylène Farmer | Moby                             | Single Slipping Away (Crier la vie) | 3:39 |
| 9.  | Dégénération                                    | Mylène Farmer       | Laurent Boutonnat                | Point de suture                     | 4:09 |
| 10. | Appelle mon numéro                              | Mylène Farmer       | Laurent Boutonnat                | Point de suture                     | 5:33 |
| 11. | C'est dans l'air                                | Mylène Farmer       | Laurent Boutonnat                | Point de suture                     | 4:33 |
| 12. | Sextonik                                        | Mylène Farmer       | Laurent Boutonnat                | Point de suture                     | 4:39 |
| 13. | Si j'avais au moins...                          | Mylène Farmer       | Laurent Boutonnat                | Point de suture                     | 5:33 |
| 14. | Oui mais... non                                 | Mylène Farmer       | RedOne                           | Bleu noir                           | 4:21 |
| 15. | Bleu noir                                       | Mylène Farmer       | Moby                             | Bleu noir                           | 4:06 |
| 16. | Lonely Lisa                                     | Mylène Farmer       | RedOne                           | Bleu noir                           | 3:03 |
| 17. | Sois moi - Be me                                | Mylène Farmer       | Laurent Boutonnat                | Inédit                              | 4:01 |

## Description de l'album
Cette compilation regroupe les singles de Mylène Farmer extraits des albums Avant que l'ombre... (2005), Point de suture (2008) et Bleu noir (2010).
Elle inclut également la version originale du titre Avant que l'ombre... (un single sorti en 2006 mais dans sa version Live), le duo Slipping Away (Crier la vie) avec Moby (paru en single en 2006), ainsi que deux inédits : Du Temps, qui fait office de single, et Sois moi - Be me.
Toutes les chansons sont dans leur version originale, à l'exception de Dégénération dont c'est la version single (plus courte) qui est proposée ici.

### Du Temps
Sur une musique electropop composée par Laurent Boutonnat, Mylène Farmer écrit Du Temps, un texte optimiste (« Suppose que je te dise qu'au fond de moi sommeille un continent de vie, de démons et merveilles », « Moi je veux vivre, aller haut ») dans lequel elle affirme ne pas vouloir perdre de temps.

### Sois moi - Be Me
Pour ce titre, Laurent Boutonnat signe à nouveau une musique très electropop, sur un gimmick électronique répétitif.

Mylène Farmer écrit un texte évoquant la schizophrénie (« Dis-moi mon autre, dis-moi schizophrénie », « Deviens Moi, deviens Toi, sois Moi, Be Me »).
Répétant tout au long du refrain « Be Me, Be Me, Be Me », le texte prend alors une tournure beaucoup plus érotique (« Je sens monter en moi tes doigts qui glissent, férocité de nos deux corps qui jouissent »).

## Accueil critique
- « Une sélection de ses plus grands titres des dix dernières années, où l'on constate l'évolution de titre en titre vers la dance music. » (Le magazine Espace culturel)[8]
- « Ce n'est pas faire injure à la belle et longue carrière de Mylène Farmer que d'écrire que ses meilleurs albums sont à situer dans les années 1980 et 1990. Si on salue la capacité de l'artiste à s'adapter à l'air du temps, les 17 chansons de ce disque manquent de diversité, à l'exception peut-être des morceaux issus de son dernier CD, Bleu noir. » (Ciné Télé Revue)[9]
- « Mylène Farmer prouve qu'elle n'a rien perdu de sa flamboyance avec un nouveau Best of qui prouve une fois de plus qu'elle est incontournable. » (Mediazine)[10]
- « Nouveau Best of avec deux inédits dispensables. » (Télépro)[11]
- « Certes, 2001-2011 ne résume pas sa meilleure décennie artistique. Toutefois, le disque contient encore une poignée de tubes qui ont fait fondre les inconditionnels de la rousse chanteuse, comme Fuck Them All, Dégénération ou Oui mais... non, et deux inédits. » (Le Parisien)[12]
- « Cette collection de chansons, agrémentée de deux inédits susceptibles d'attirer le chaland, est emballé dans une superbe pochette au portrait aquarellé par Mylène Farmer elle-même. » (La Libre Belgique)[13]
- « Le clip de Du Temps est en accord avec la décennie 2000 que son nouveau Best of défend : plus lumineuse. » (Charts in France)[14]

## Single

### Du Temps

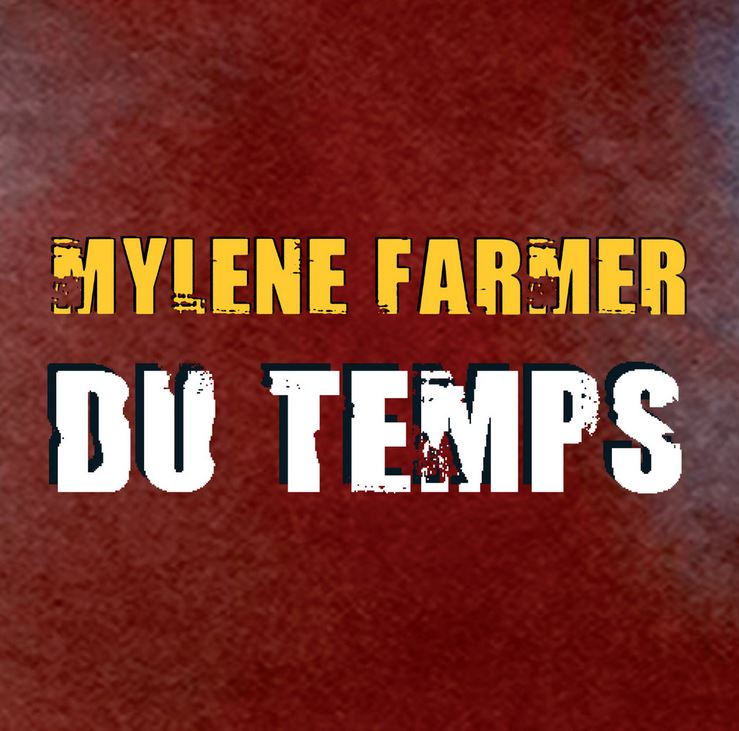
Logo du single Du Temps.

Disponible en téléchargement le 7 novembre 2011, Du Temps sort en physique le 16 janvier 2012.
Le clip, réalisé par Laurent Boutonnat (qui n'avait pas réalisé de clip pour la chanteuse depuis Pardonne-moi en 2002), est composé d'images studio, dans lesquelles Mylène Farmer effectue une chorégraphie entourée de six danseurs, et d'images Backstage duTour 2009 filmées par Benoît Di Sabatino. 
La chanson atteint la 4e place du Top Singles en France et la 9e place en Belgique wallonne.

## Classements et certifications
Certifié double disque de platine en deux semaines, 2001-2011 devient en un mois la meilleure vente de Best of de l'année 2011 en France.

Disque d'or en Belgique, l'album connaît également le succès en Russie.
Il se vendra à plus de 300 000 exemplaires.
| Classement                       | Meilleure position                  |
| -------------------------------- | ----------------------------------- |
| Belgique (Wallonie Ultratop),    | 10 (Album simple) 14 (Coffret 3 CD) |
| France (SNEP - Top Albums)       | 3                                   |
| France (SNEP - Top Compilations) | 1                                   |
| Russie (Top Albums)              | 10                                  |
| Suisse (Schweizer Hitparade)     | 36                                  |
| Suisse (Suisse romande)          | 8                                   |

| Classement annuel (2011)  | Position |
| ------------------------- | -------- |
| France (Top Compilations) | 3        |

| Classement annuel (2012)     | Position          |
| ---------------------------- | ----------------- |
| Belgique (Wallonie Ultratop) | 81 (Album simple) |
| France (Top Compilations)    | 32                |
| Russie (Top Albums)          | 48                |

### Certifications
| Pays     | Certification |
| -------- | ------------- |
| Belgique | Or            |
| France   | 2 × Platine   |

## Crédits
| - Paroles : Mylène Farmer, sauf : - Slipping Away (Crier la vie) : Moby et Mylène Farmer - Musique : Laurent Boutonnat, sauf : - L'Amour n'est rien... : Laurent Boutonnat et Mylène Farmer - Slipping Away (Crier la vie), Bleu noir : Moby - Oui mais... non, Lonely Lisa : RedOne - Produit par Laurent Boutonnat, sauf : - Slipping Away (Crier la vie) : Manhattan Clique - Oui mais... non : RedOne Productions et Jimmy Joker - Bleu noir : Moby et Mylène Farmer - Lonely Lisa : RedOne Productions | - Du Temps et Sois moi - Be Me : - Programmation, claviers et arrangements : Laurent Boutonnat - Mixage : Jérôme Devoise - Enregistrées au Studio Calliphora - Management : Thierry Suc pour TSM - Production exécutive : Paul van Parys pour Stuffed Monkey - Dessins : Mylène Farmer - Design : Henry Neu pour Com'N.B - Mastering : - André Perriat chez Top Master (Paris) - Tom Coyne chez Sterling Sound (N.Y) |